# Bernd Zymek
Bernd Zymek (* 1944) ist ein deutscher Pädagoge.

## Leben
Von 1963 bis 1972 studierte er Geschichte, Germanistik, Erziehungswissenschaft an der Universität Würzburg und der Ruhr-Universität Bochum. Nach dem Staatsexamen 1969, der  Promotion 1974 in Bochum und der Habilitation 1981 in Bochum lehrte er von 1997 bis 2009 als Professor für Allgemeine und Historische Erziehungswissenschaft an der Universität Münster.
Seine Arbeitsgebiete sind allgemeine Erziehungswissenschaft, Sozialgeschichte der Erziehung und des Bildungssystems und vergleichende Erziehungswissenschaft.

## Schriften (Auswahl)
- Das Ausland als Argument in der pädagogischen Reformdiskussion. Schulpolitische Selbstrechtfertigung, Auslandspropaganda, internationale Verständigung und Ansätze zu einer vergleichenden Erziehungswissenschaft in der internationalen Berichterstattung deutscher pädagogischer Zeitschriften, 1871 – 1952. Ratingen 1975, ISBN 3-450-27901-7.
- Sozialgeschichte und Statistik des Schulsystems in den Staaten des Deutschen Reiches 1800 – 1945. Göttingen 1987, ISBN 3-525-36211-0.
- Sozialgeschichte und Statistik des Mädchenschulwesens in den deutschen Staaten 1800 – 1945. Göttingen 2005, ISBN 3-525-36217-X.